# Enosteoides melissa
Enosteoides melissa is een tienpotigensoort uit de familie van de Porcellanidae. De wetenschappelijke naam van de soort is voor het eerst geldig gepubliceerd in 1942 door Miyake.